# Ракетний обстріл України 24 лютого 2022
24 лютого 2022 року, з початком російського вторгнення в Україну, російські військові здійснили перший масований обстріл України, який за кількістю випущених ракет — щонайменше 67 одиниць — став одним із наймасовіших. Згідно інформації, оприлюдненій чиновником Пентагону, Росією було застосовано понад 160 ракет різних типів.
Близько четвертої години за київським часом (UTC+2) 24 лютого президент Російської Федерації оголосив про «спеціальну воєнну операцію» з метою захоплення України. Уже за кілька хвилин почалися ракетні удари крилатими та балістичними ракетами по аеродромах, військових штабах і складах майже по усій території України.

## Обстріл
| #                                                   | регіон                                              | місце                                               | ракета                                              | збито                                               | влучання, загиблі/поранені                           |
| --------------------------------------------------- | --------------------------------------------------- | --------------------------------------------------- | --------------------------------------------------- | --------------------------------------------------- | ---------------------------------------------------- |
| 1                                                   | Львівська обл.                                      | Броди                                               | Калібр                                              | 0/3                                                 | військова інфраструктура, жертви: 0/1                |
| 2                                                   | Львівська обл.                                      | Камʼянка-Бузька                                     | Калібр                                              | 0/2+                                                | військова інфраструктура, жертви: 0/1                |
| 3                                                   | Львівська обл.                                      | Новий Калинів                                       | Калібр                                              | 0/5                                                 | військова інфраструктура, жертви: 0/1                |
| 4                                                   | Івано-Франківська обл.                              | Івано-Франківськ                                    | Калібр                                              | 0/4                                                 | склад ПММ                                            |
| 5                                                   | Івано-Франківська обл.                              | Корнич                                              | Калібр                                              | 0/2                                                 | військовий аеродром, жертви: 0/5                     |
| 6                                                   | Волинська обл.                                      | Луцьк                                               | —                                                   | 0/6                                                 | військовий аеродром                                  |
| 7                                                   | Хмельницька обл.                                    | Старокостянтинів                                    | —                                                   | —                                                   | військовий аеродром                                  |
| 8                                                   | Вінницька обл.                                      | Тульчин                                             | —                                                   | —                                                   | військова інфраструктура                             |
| 9                                                   | Вінницька обл.                                      | Теплик                                              | —                                                   | —                                                   | військова інфраструктура                             |
| 10                                                  | Вінницька обл.                                      | Бохоники                                            | —                                                   | —                                                   | військова інфраструктура                             |
| 11                                                  | Житомирська обл.                                    | Озерне                                              | —                                                   | 0/2+                                                | військовий аеродром, жертви: 6/2                     |
| 12                                                  | Черкаська обл.                                      | Умань                                               | —                                                   | 0/1                                                 | цивільна інфраструктура, жертви: 1/5                 |
| 13                                                  | Полтавська обл.                                     | Миргород                                            | —                                                   | 0/2                                                 | військовий аеродром                                  |
| 14                                                  | Чернігівська обл.                                   | Ніжин                                               | —                                                   | —                                                   | пункт управління аеродрому ДСНС України, жертви: 0/6 |
| —                                                   | Київ                                                | Київ                                                | Х-31                                                | 1/1                                                 | перехоплено українською ППО                          |
| 15                                                  | Київська обл.                                       | Бровари                                             | —                                                   | 0/2                                                 | військова інфраструктура, жертви: 6/12               |
| 16                                                  | Київська обл.                                       | Біла Церква                                         | —                                                   | —                                                   | військова та цивільна інфраструктура                 |
| 17                                                  | Київська обл.                                       | Бориспіль                                           | —                                                   | —                                                   | військова та цивільна інфраструктура                 |
| 18                                                  | Київська обл.                                       | Васильків                                           | —                                                   | —                                                   | військова та цивільна інфраструктура                 |
| 19                                                  | Київська обл.                                       | Вільча                                              | —                                                   | —                                                   | військова та цивільна інфраструктура                 |
| 20                                                  | Київська обл.                                       | Калинівка                                           | —                                                   | —                                                   | військова та цивільна інфраструктура                 |
| 21                                                  | Київська обл.                                       | Луговики                                            | —                                                   | —                                                   | військова та цивільна інфраструктура                 |
| 22                                                  | Київська обл.                                       | Нові Петрівці                                       | —                                                   | —                                                   | військова та цивільна інфраструктура                 |
| 23                                                  | Київська обл.                                       | Ольшаниця                                           | —                                                   | —                                                   | військова та цивільна інфраструктура                 |
| 24                                                  | Київська обл.                                       | Плесецьке                                           | —                                                   | —                                                   | військова та цивільна інфраструктура                 |
| 25                                                  | Київська обл.                                       | Прип'ять                                            | —                                                   | —                                                   | військова та цивільна інфраструктура                 |
| 26                                                  | Київська обл.                                       | Рагівка                                             | —                                                   | —                                                   | військова та цивільна інфраструктура                 |
| 27                                                  | Одеська обл.                                        | Липецьке                                            | —                                                   | 0/2                                                 | військова інфраструктура, жертви: 22/6               |
| 28                                                  | Одеська обл.                                        | Кароліно-Бугаз                                      | —                                                   | 0/1                                                 | військова інфраструктура                             |
| 29                                                  | Одеська обл.                                        | Грибівка                                            | —                                                   | 0/1                                                 | військова інфраструктура                             |
| 30                                                  | Одеська обл.                                        | Буялик                                              | —                                                   | 0/2                                                 | військова інфраструктура                             |
| 31                                                  | Миколаївська обл.                                   | Очаків                                              | —                                                   | —                                                   | порт, жертви: 0/4                                    |
| 32                                                  | Дніпропетровська обл.                               | Дніпро                                              | —                                                   | 0/1                                                 | інфраструктура аеропорту, жертви: 0/0                |
| 33                                                  | Дніпропетровська обл.                               | Кривий Ріг                                          | —                                                   | —                                                   | військова інфраструктура                             |
| 34                                                  | Дніпропетровська обл.                               | Марганець                                           | —                                                   | —                                                   | військова інфраструктура                             |
| 35                                                  | Дніпропетровська обл.                               | Краснопілля                                         | —                                                   | —                                                   | військова інфраструктура                             |
| 36                                                  | Запорізька обл.                                     | Бердянськ                                           | —                                                   | 0/2                                                 | військова інфраструктура                             |
| 37                                                  | Запорізька обл.                                     | Запоріжжя                                           | —                                                   | —                                                   | військовий аеродром                                  |
| 38                                                  | Запорізька обл.                                     | Мелітополь                                          | —                                                   | —                                                   | військова інфраструктура                             |
| 39                                                  | Запорізька обл.                                     | Приморський Посад                                   | —                                                   | —                                                   | військова інфраструктура                             |
| 40                                                  | Запорізька обл.                                     | Камʼянка-Дніпровська                                | —                                                   | —                                                   | цивільна інфраструктура, жертви: 0/0                 |
| 41                                                  | Харківська обл.                                     | Харків                                              | —                                                   | —                                                   | не встановлено                                       |
| 42                                                  | Харківська обл.                                     | Чугуїв                                              | —                                                   | 0/1                                                 | цивільна інфраструктура, жертви: 2/2                 |
| 43                                                  | Донецька обл.                                       | Вугледар                                            | Точка-У                                             | 0/1                                                 | лікарня, жертви: 4/10                                |
| 44                                                  | Донецька обл.                                       | Донецьк                                             | Точка-У                                             | 0/1                                                 | не встановлено                                       |
| Україна (загалом)                                   | Україна (загалом)                                   | Україна (загалом)                                   | Україна (загалом)                                   | 66+                                                 | жертви: 42/58 (щонайменше)                           |
| Відсоток перехоплених ракет ППО та іншими засобами: | Відсоток перехоплених ракет ППО та іншими засобами: | Відсоток перехоплених ракет ППО та іншими засобами: | Відсоток перехоплених ракет ППО та іншими засобами: | Відсоток перехоплених ракет ППО та іншими засобами: | 0%                                                   |

- Масований ракетний обстріл України 10 жовтня 2022
- Масований ракетний обстріл України 15 листопада 2022
- Перелік ракетних ударів під час російського вторгнення 2022

## Наслідки
Найбільше уражень ракетами було зафіксовано в Київській області, у щонайменше 12 різних населених пунктах відбулися удари: Біла Церква, Бориспіль, Бровари, Васильків, Вільча, Калинівка, Луговики, Нові Петрівці, Ольшаниця, Плесецьке, Приʼять, Рагівка. Також під удар потрапив і Київ.
Окрім цього відбулися удари по об'єктах на території військових і цивільних аеродромів у містах: Івано-Франківськ, Запоріжжя, Корнич, Луцьк, Миргород, Ніжин, Озерне, Старокостянтинів;
По території військових частин у населених пунктах: Броди, Камʼянка-Бузька, Новий Калинів, Бохоники, Теплик, Тульчик, Буялик, Грибівка, Кароліно-Бугаз, Липецьке, Краснопілля, Кривий Ріг, Марганець, Бердянськ, Мелітополь, Приморський Посад;
Також було завдано удару по території порту в місті Очаків, в містах Камʼянка-Дніпровська, Умань та Чугуїв були зафіксовано удари по цивільній забудові.
Одразу з ракетним ударом почалися атаки сухопутних військ та авіації РФ.